# Marian Cichoń
Marian Cichoń (ur. 21 czerwca 1930 w Bączalu Górnym, zm. 2 lutego 2008 w Krakowie) – polski profesor doktor habilitowany nauk ekonomicznych, wieloletni kierownik Katedry Opakowań i Przechowalnictwa Towarów Uniwersytetu Ekonomicznego w Krakowie, członek uniwersyteckiej Rady Naukowej.

## Dzieciństwo i młodość
Urodził się 21 czerwca 1930 roku w Bączalu Górnym koło Jasła na Podkarpaciu. Absolwent szkoły podstawowej (wówczas powszechnej sześcioklasowej) w Bączalu Dolnym. Szkołę tę ukończył w 1945 roku. Później uczęszczał do szkoły średniej, najpierw w Gorlicach, a następnie w Jaśle (I Liceum Ogólnokształcące im. Króla Stanisława Leszczyńskiego). Pragnął zostać lekarzem, lecz z powodu słabego wzroku nie został przyjęty na Collegium Medicum Uniwersytetu Jagiellońskiego. W latach 1950–1955 studiował na Wydziale Handlu Wyższej Szkoły Ekonomicznej w Krakowie.

## Późniejsze lata życia
W 1962 roku uzyskał stopień doktora nauk ekonomicznych, a w 1979 roku stopień naukowy doktora habilitowanego nauk ekonomicznych w zakresie towaroznawstwa przemysłowego na Wydziale Ekonomii Obrotu Akademii Ekonomicznej w Krakowie. W okresie pracy na uczelni przechodził przez wszystkie szczeble kariery pracownika naukowego. Początkowo pracował w Katedrze Towarzystwa Przemysłowego, a po habilitacji został powołany na stanowisko nowo utworzonej Katedry Opakowań i Przechowalnictwa Towarów. Odbywał staże naukowe na uniwersytetach w Helsinkach w 1963 roku oraz w ówczesnym Leningradzie w 1966 roku.

## Dorobek naukowy
Dorobek naukowy i dydaktyczny profesora Mariana Cichonia obejmuje ponad 250 pozycji samodzielnych bądź współautorskich, w tym 142 publikacje w wydaniu ogólnopolskim i zagranicznym, 5 opracowań podręcznikowych w tym w 1996 roku opublikował tzw. książkę profesorską pt. Opakowania w towaroznawstwie, marketingu i ekologii, 12 skryptów uczelnianych, 3 zwarte monografie towaroznawcze, a także wiele opracowań o charakterze popularnonaukowym. Był recenzentem kilku prac habilitacyjnych i doktorskich.
Jego zainteresowania koncentrowały się wokół problemów opakowalnictwa towarów. Z jego inicjatywy dwukrotnie zorganizowano międzynarodowe seminaria na Międzynarodowych Targach „Krakopak”. Był też współpracownikiem czasopisma „Opakowanie”, oraz redaktorem naukowym wielu wydawnictw uczelnianych. Był członkiem kilku rad naukowych m.in. w Instytucie Towaroznawstwa w Centralnym Ośrodku Badawczo-Rozwojowym Opakowań w Warszawie.
W 1962 roku uzyskał stopnień doktora nauk ekonomicznych, natomiast w 1979 roku stopnień doktora habilitowanego nauk towaroznawczych. Na początku lat 90. został mianowany profesorem nadzwyczajnym, a w 1997 przez prezydenta Rzeczypospolitej Polskiej profesorem zwyczajnym – najwyższym tytułem naukowym. Bardzo aktywnie współpracował z uniwersytetami w Gandawie, Brukseli, Helsinkach, Wiedniu, Lipsku czy Sarajewie.

## Życie prywatne
Mąż prof. dr. hab. Zofii Cichoń – profesor Katedry Towaroznawstwa Żywności na UE w Krakowie. Kolega szkolny ks. Ludwika Wypaska – michality, misjonarza. Spoczywa na Cmentarzu Podgórskim w Krakowie (kwatera XIB, rząd 15, miejsce 1).

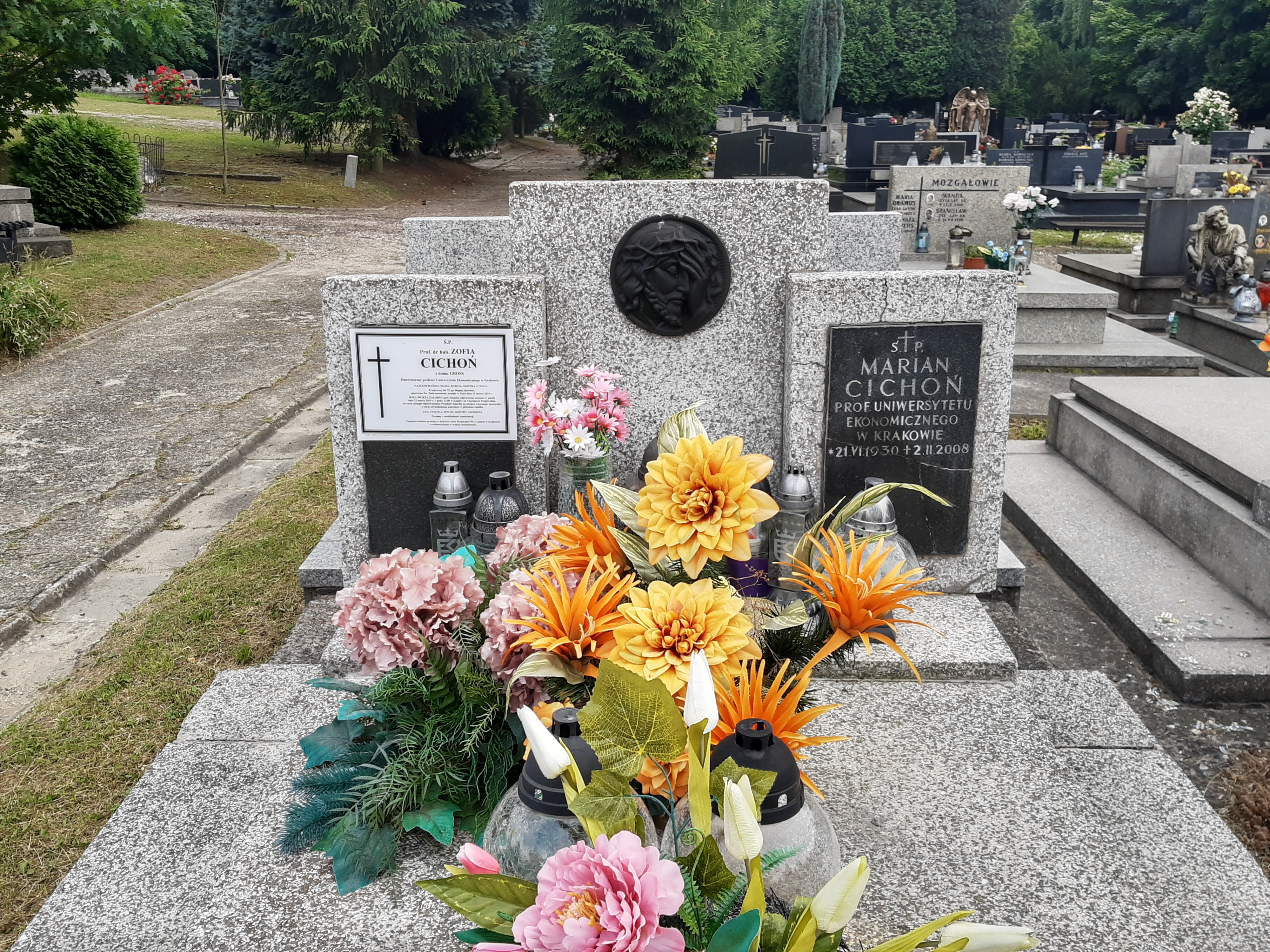
Grób prof. Mariana i prof. Zofii Cichoń na Cmentarzu Podgórskim

## Odznaczenia i wyróżnienia
W uznaniu zasług był nagradzany odznaczeniami państwowymi, regionalnymi i uczelnianymi, z których najważniejsze to:
- Krzyż Kawalerski Orderu Odrodzenia Polski,
- Złoty Krzyż Zasługi,
- Medal Komisji Edukacji Narodowej,
- Medal Prezydenta i Rady Miasta Krakowa Cracoviae Merenti,
- Tytuł profesora zwyczajnego nadany przez prezydenta RP,
- Najlepszy Dydaktyk Roku nadany przez organizacje studenckie A.E w 1978 roku.